# Ga Đại học Gachon
Ga Đại học Gachon (Tiếng Hàn: 가천대역, Hanja: 嘉泉大驛) là ga tàu điện ngầm trên Tuyến Suin–Bundang, nằm ở Taepyeong-dong, Sujeong-gu, Seongnam-si, Gyeonggi-do. Khuôn viên Toàn cầu của Đại học Gachon (trước đây là Đại học Kyungwon) ở gần đó.

## Bố trí ga
| ↑ Bokjeong  |
| \| １       |
| Taepyeong ↓ |

| １ | ●Tuyến Suin–Bundang | → Hướng đi Moran · Seohyeon · Giheung · Suwon · Incheon →      |
| ２ | ●Tuyến Suin–Bundang | ← Hướng đi Gaepo-dong · Seolleung · Seonjeongneung · Wangsimni |

## Lối ra
- Lối ra 1: Đại học Gachon
- Lối ra 2: Trường tiểu học Tây Seongnam
- Lối ra 3: Trường trung học cơ sở Taepyeong
- Lối ra 4: Đại học Gachon. EX-HUB (Tới Pangyo)
- Lối ra 5: Đại học Gachon. EX-HUB (Tới Songpa)